# Quantum mutatus ab illo!
 Quantum mutatus ab illo! (лат, дословно: Колико се променио). (Енеја)

## Поријекло изреке
Ово је изговорио Енеја у Вергилијевој Енеиди када је видио мртвог Хектора обливеног крвљу.

## Значење
У Вергилијевој Енеиди, Енеја, један од јунака у Тројанском рату  узвикује ове речи када му се у сну указао погинули Хектор обливен крвљу.  Колико се и посебан и непоновљив човек, непрепознатљиво може промјенити.